# Pappilankari
Pappilankari med Antinkarvo, Kurkikarvo, Rahjan saaristo, Ryöpäs, Siirosenkari och Alajoenkari är en ö i Finland. Den ligger i Bottenviken och i kommunen Kalajoki i den ekonomiska regionen  Ylivieska ekonomiska region i landskapet Norra Österbotten, i den nordvästra delen av landet. Ön ligger omkring 130 kilometer sydväst om Uleåborg och omkring 450 kilometer norr om Helsingfors.
Öns area är 5,87 kvadratkilometer och dess största längd är 5,6 kilometer i nord-sydlig riktning. Ön höjer sig omkring 10 meter över havsytan.

## Några delöar med egna namn
- Ryöpäs 64°12′45″N 23°38′35″Ö / 64.21239°N 23.64292°Ö
- Rahjan saaristo 64°13′06″N 23°38′35″Ö / 64.21823°N 23.64309°Ö
- Siirosenkari 64°12′04″N 23°38′27″Ö / 64.20123°N 23.6408°Ö
- Alajoenkari 64°11′23″N 23°39′24″Ö / 64.18977°N 23.65655°Ö
- Antinkarvo 64°10′16″N 23°40′49″Ö / 64.17116°N 23.68032°Ö
- Kurkikarvo 64°10′23″N 23°40′43″Ö / 64.17315°N 23.67873°Ö